# Wonderwall
"Wonderwall" é uma canção da banda de rock britânica Oasis. É a terceira faixa como também o terceiro single do álbum de estúdio (What's the Story) Morning Glory?, sendo lançada como single em 30 de outubro de 1995.
No seu lançamento ocupou a #2 posição nas paradas de singles da Inglaterra, e como consequência entrou no "Top 10" da Billboard nos Estados Unidos, fazendo o Oasis quebrar o tabu de bandas inglesas que não entraram no top 10 dos CDs mais vendidos nos Estados Unidos, a última banda responsável por este feito foram os Smiths também de Manchester em 1987. No ano de 2005, o single estava na posição #99 dos singles mais vendidos do Reino Unido, se tornando umas das músicas mais bem sucedidas de todos os tempos. 13 anos após seu lançamento como single, continuava fazendo sucesso, alcançando a posição de número #76 nas paradas do Reino Unido em 2008, sendo um dos singles mais vendidos, com mais de 1 milhão de cópias e as mais baixadas, ganhando um disco de platina.
Muitas pessoas acreditam que o nome foi inspirado no álbum Wonderwall Music de 1968, que é a trilha sonora de um filme que dá nome ao disco, de George Harrison, ex-integrante da banda Beatles (a quem o Oasis vem fazendo várias referências ao longo de sua carreira). Outros acreditam que Noel Gallagher estava na verdade tentando escrever "Wonderful" (Maravilhosa, em português), como uma homenagem à sua esposa na época, Meg Matthews; mas, como sofre de dislexia, acabou usando a palavra "Wonderwall". Após ter escrito "Wonderwall", Noel deu a seu irmão Liam Gallagher a opção de cantar outra música de sua autoria, "Don't Look Back in Anger". Porém, Liam optou por Wonderwall e Noel acabou cantando "Don't Look Back in Anger".
Depois que se separou de Meg Mathews em 2001, Noel declarou à imprensa que a música foi escrita para um amigo imaginário que ele tinha durante sua infância que o ajudava a superar a tristeza e a solidão. Foi considerada um dos maiores sucessos da banda, e foi em grande parte responsável pelo seu reconhecimento ao redor do mundo.
"Wonderwall" está incluída na coletânea musical Stop the Clocks de 2006, e no mais recente de Oasis, Time Flies... 1994-2009, de 2010.
Foi eleita em 2013 a melhor música dos últimos 20 anos em uma pesquisa realizada por uma rádio australiana que contou com quase um milhão de votos.

## Covers
"Wonderwall" se tornou umas das músicas mais tocadas nos últimos dez anos, outros artistas já tocaram ela, porém a versão que mais se destaca foi a de Ryan Adams, que a tocou pela primeira vez em 2001, e foi mais tarde relançada em 2004 no álbum Love Is Hell, e foi muito elogiada por Noel Gallagher.
Além de Adams, Robbie Williams desafeto declarado dos irmãos Gallagher, já a cantou no seu show em Slane Castle, na Irlanda, que foi transmitido ao vivo para o pay-per-view e depois gravado em DVD  que foi chamado de Live in Slane Castle.
Também já a tocaram Cat Power, Paul Anka, Beastie Boys e outros desafetos dos irmãos Gallagher, as bandas Radiohead e Blur, porém com um toque de provocação aos Gallaghers. No Brasil, há referências dessa música à banda Capital Inicial, que teve adotado essa música em vários shows, assim como a banda Biquini Cavadão, que frequentemente a toca em seus shows na turnê de 2007.
Em 2008, o rapper Jay Z abriu seu show no festival Live at Glastonbury 2008, no Reino Unido cantando Wonderwall. A princípio tal ato era uma resposta aos irmãos Gallagher que haviam criticado a presença do rapper em um festival tradicionalmente roqueiro. Segundo a imprensa, a versão constrangedora que consistia em um playback básico (com a voz de Liam cantada ao fundo).
Também já a tocaram Les Fiers,banda de meninos de 15 e 16 anos de idade,que gerou muitos aplausos.
No Brasil, o Cantor David Ballot, fã declarado da Banda Britânica, canta "Wonderwall" como fechamento de seus shows, e a cantora Sandy também incluiu "Wonderwall" no setlist de sua turnê de 2011, afirmando que essa era uma das músicas que mais ouviu na adolescência.

## Curiosidades
O nome original da canção era "Whishing Stone". A capa do single foi inspirada nas pinturas do pintor surrealista belga René Magritte e foi fotografada em Primrose Hill, norte de Londres. A mão que segura o molde do quadro é do diretor de arte Brian Cannon, a garota é Anita Heryeta uma funcionária da Creation Records.
A ideia original era que em vez da garota seria Liam Gallagher dentro do molde, porém Noel vetou completamente a ideia. E os mesmos acordes de Wonderwall podem ser encontrados em outras três músicas: "Boulevard of Broken Dreams" da banda de punk-rock estadunidense Green Day, "Electrical Storm" da banda de rock irlandesa U2 e, em "Writing to Reach You" da banda escocesa Travis.

"Se você ouvir, você irá encontrar exatamente os mesmos arranjos de Wonderwall. Eles deveriam ter a decência de esperar até que eu morra. Eu, pelo menos, pago as pessoas a roubar essa cortesia"

— Noel Gallagher 
Noel disse em uma entrevista que os integrantes da banda Green Day "roubaram" sua música e a disfarçaram. Já a banda Travis contou com uma pequena polêmica: a de que a sua música, "Writing to Reach You", seria um plágio. A introdução é, de fato bem semelhante, mas como se sabendo desta semelhança, a letra da música pergunta: "What's a Wonderwall Anyway?". Quando questionado sobre isso, Healy simplesmente disse "só são acordes".
"Wonderwall" também fez parte da trilha sonora da novela Vira Lata, exibida pela Rede Globo em 1996.
A cantora pop Lily Allen foi "descoberta" ao ser ouvida tocando "Wonderwall" em um parque, e então começou a fazer aulas de canto.

## Lista de faixas
| N.º | Título           | Duração |  |
| 1.  | "Wonderwall"     | 4:20    |  |
| 2.  | "Round Are Way"  | 5:42    |  |
| 3.  | "The Swamp Song" | 4:24    |  |
| 4.  | "The Masterplan" | 5:22    |  |

## Paradas e posições
| País/Parada (1995–96)                              | Melhor posição |
| -------------------------------------------------- | -------------- |
| Austrália (ARIA)                                   | 1              |
| Áustria (Ö3 Austria Top 75)                        | 6              |
| Bélgica (Ultratop 50 da Valônia)                   | 7              |
| Bélgica (Ultratop 50 de Flandres)                  | 7              |
| Canadá (RPM Top Singles)                           | 5              |
| Canadá (RPM Rock/Alternative)                      | 1              |
| Dinamarca (Tracklisten)                            | 9              |
| Europa (Eurochart Hot 100)                         | 8              |
| Finlândia (Suomen virallinen lista)                | 11             |
| França (SNEP)                                      | 10             |
| Alemanha (Offizielle Deutsche Charts)              | 17             |
| Hungria (Mahasz)                                   | 8              |
| Islândia (Íslenski Listinn Topp 40)                | 2              |
| Irlanda (IRMA)                                     | 2              |
| Países Baixos (Dutch Top 40)                       | 9              |
| Países Baixos (Single Top 100)                     | 8              |
| Nova Zelândia (Recorded Music NZ)                  | 1              |
| Noruega (VG-lista)                                 | 5              |
| Escócia (Scottish Singles Chart)                   | 2              |
| Suécia (Sverigetopplistan)                         | 12             |
| Suíça (Schweizer Hitparade)                        | 17             |
| Reino Unido (UK Singles Chart)                     | 2              |
| Estados Unidos (Billboard Hot 100)                 | 8              |
| Estados Unidos (Billboard Adult Alternative Songs) | 5              |
| Estados Unidos (Billboard Adult Contemporary)      | 36             |
| Estados Unidos (Billboard Adult Top 40)            | 30             |
| Estados Unidos (Billboard Alternative Airplay)     | 1              |
| Estados Unidos (Billboard Dance Singles Sales)     | 17             |
| Estados Unidos (Billboard Mainstream Rock)         | 9              |
| Estados Unidos (Billboard Mainstream Top 40)       | 10             |
| Estados Unidos (Cash Box Top 100)                  | 6              |
| Zimbábue (ZIMA)                                    | 9              |